# Солнце (фильм, 2005)
«Солнце» — фильм Александра Сокурова, вышедший в прокат в России в 2005 году. Третий в тетралогии «Молох» — «Телец» — «Солнце» — «Фауст».

## Сюжет
В фильме отображён император Сёва (Хирохито) в последние дни Второй мировой войны. Он показан как человек, который на самом деле духовно и нравственно является высоким примером своим подданным и в, казалось бы, безвыходной ситуации находит в себе силы принять правильное решение, которое восстановило доброе имя, честь и процветание своего народа.  Вместе с этим показана трагедия маленького романтического человека, находящегося при власти, и, как следствие, трагедия всего народа Японии.
Полностью разрушенный Токио, где американцы проявляют жестокость к жителям.
Божественный император Хирохито находится в захваченном американскими военными секторе. Весь его быт наполнен культом к нему и поклонением ему, он пытается решать проблемы, но живёт в своём мире. Приближенные не смеют указать ему на его ошибки. Чаще остальных дел император занимается изучением океанических существ, диктовкой научных лекций, он пускается в вальс с подсвечниками в пустом кабинете Макартура, пытается научиться курить американские сигары, писать стихи. Ему снится чудовищный кошмар — горящий Токио, сброшенные с американских самолётов бомбы похожи на огненных кричащих рыб: его отвлечения и есть причина горя. Министр обороны рыдает на совещании, император понимает, что капитуляция правительства и императорской семьи, а также личное общение с вторгшимся генералом Макартуром, как следствие — разрушение его мира — неизбежны. В картине показаны сцены поклонения императору со стороны японцев и одновременно сцены унижения его же со стороны американских военных.  Император едет в штаб Макартура по разрушенному Токио, впервые видит городские руины и насилие над людьми, так как раньше не покидал резиденции. Макартур предлагает императору жёсткое решение — публично отказаться от божественного статуса в обмен на безопасность семьи. Хирохито соглашается и становится обычным человеком. Происходит объяснение между генералом и бывшим божеством: они оба понимают, что никто из них не виноват друг перед другом. Вскоре из эвакуации к Хирохито возвращается его семья.

## В ролях
| Актёр                 | Роль                                             |
| --------------------- | ------------------------------------------------ |
| Иссэй Огата           | император Хирохито                               |
| Роберт Даунсон        | генерал Дуглас Макартур                          |
| Каори Момои           | императрица Нагако                               |
| Георгий Пицхелаури    | адъютант генерала                                |
| Сиро Сано             | слуга императора Хирохито                        |
| Симмэи Цудзи          | старый слуга                                     |
| Таидзиро Тамура       | директор института                               |
| Хироя Морита          | премьер-министр Судзуки Кантаро                  |
| Тосиаки Нисидзава     | морской министр адмирал Йонаи Мицумаса           |
| Наомаса Мусака        | военный министр Анами Корэтика                   |
| Юсукэ Тодзава         | лорд-хранитель печати Кидо                       |
| Кодзиро Кусанаги      | министр иностранных дел Того                     |
| Тэцуро Цуно           | генерал Умэдзу                                   |
| Рокуро Абэ            | начальник Генерального штаба флота генерал Тоеда |
| Дзюн Хаити            | министр внутренних дел Абэ                       |
| Кодзюн Ито            | председатель тайного совета Хиранума             |
| Тёру Синагава         | Генеральный секретарь кабинета Сакомидзу         |
| Филипп Школьник       | эпизод                                           |
| Марат Бериев          | эпизод                                           |
| Гурам Чиковани        | эпизод                                           |
| Алексей Укладов       | эпизод                                           |
| Дмитрий Пестов        | эпизод                                           |
| Денис Фомичёв         | эпизод                                           |
| Александр Александров | эпизод                                           |
| Михаил Борятинский    | эпизод                                           |
| Михаил Дубровин       | эпизод                                           |
| Александр Карасев     | эпизод                                           |
| Евгений Волин         | эпизод                                           |
| Андрей Пирогов        | эпизод                                           |
| Сергей Стариков       | эпизод                                           |
| Сергей Ольшевский     | эпизод                                           |
| Юрий Котельников      | эпизод                                           |
| Вячеслав Иванов       | эпизод                                           |
| Сергей Сокольский     | эпизод                                           |
| Сергей Ноздрин        | эпизод                                           |
| Дмитрий Поднозов      | эпизод                                           |

## Награды
- 2005 — Гран-при Санкт-Петербургского кинофестиваля.
- 2005 — Гран-при «Золотой абрикос» за лучший фильм Ереванского кинофестиваля.
- 2005 — Премия Гильдии киноведов и кинокритиков России за лучший фильм и лучшую режиссуру.